# Erika Kornélia Szeles
Pour les articles homonymes, voir Szeles.
Erika Kornélia Szeles, née le 6 janvier 1941 à Budapest (Hongrie) et morte le 7 novembre 1956 dans cette même ville de Budapest, était une adolescente hongroise qui a participé à la révolution de 1956.
Résistante et Infirmière de la Croix-Rouge, Erika Kornélia Szeles est morte à quinze ans au combat contre les troupes soviétiques.
Grâce à la photo du photographe danois Wagn Hansen, son image a fait la couverture de plusieurs magazines européens et elle est devenue un symbole international de la révolution,.
Dans la Hongrie contemporaine, elle est considérée comme une héroïne et une martyre de la révolution. 

## Biographie

### Enfance
Erika Kornélia Szeles est née le 6 janvier 1941 à Budapest (Hongrie). Elle est issue d'une famille d'origine juive et aux idées communistes ; sa mère est Naomi ou Noémi née Selesh ou Blumenfeld (1911-1990) et son père est Sándor Schlesinger (1898-1944). Sa mère travaille pour une entreprise en tant que dactylo. Le père d'Erika décède en 1944 et les circonstances exactes de sa mort ne sont pas claires. Selon certaines sources, il est mort dans un camp de concentration nazi. Selon d'autres sources, il est mort de faim dans un ghetto de Budapest. Dès l'âge de trois ans, Erika Kornélia est donc élevée par sa seule mère, dans une triple colocation.
La jeune fille étudie à l'école de restauration Jozef Dobos à Pest. Dès l'âge de quatorze ans, elle travaille comme commis de cuisine dans un restaurant de l'hôtel Béke. Naomi Selesh (Blumenfeld), la mère d'Erika, est une fervente communiste. Cependant, sous l'influence d'amis, l'adolescente est persuadée et même positivement obsédée par les opinions anticommunistes.

### Participation au soulèvement et mort

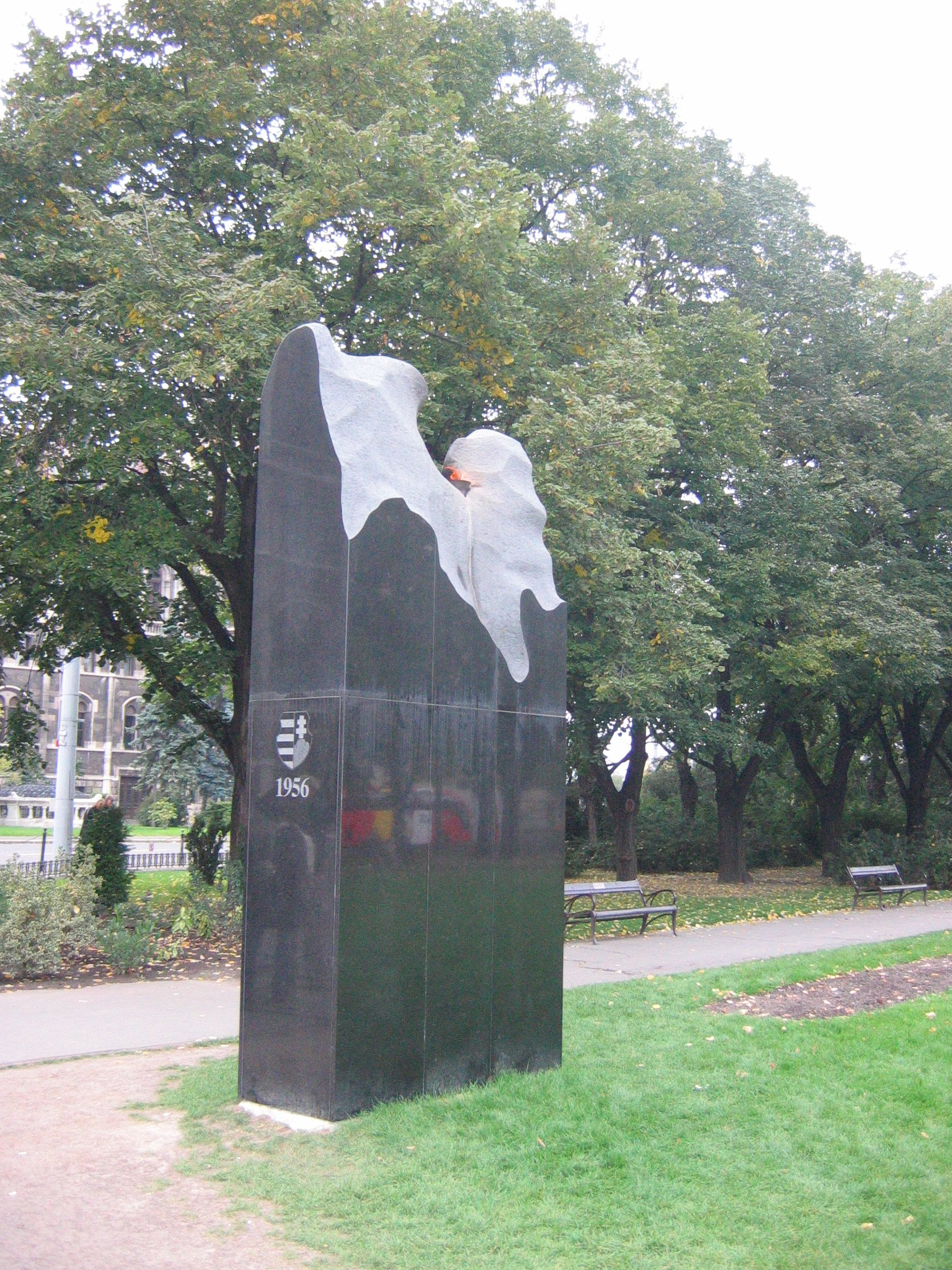
Mémorial de la révolution de 1956 devant le Parlement hongrois.

Lors des événements de 1956, Erika a rejoint le mouvement de jeunesse anti-communiste. Elle a assisté avec enthousiasme à la réunion du cercle de Petofi[réf. souhaitée]. À partir du 23 octobre, elle participe à un soulèvement au sein d'un groupement tactique étudiant[réf. souhaitée]. Elle a rapidement maîtrisé la mitrailleuse, a participé à des batailles avec l'armée soviétique à Budapest.
Le 1er novembre 1956, le photojournaliste danois Wagn Hansen a pris une photo d'Erika arme à la main. Craignant pour sa vie, ses amis l'ont persuadé de passer de l'unité de combat à l'équipe médicale[réf. souhaitée].
Le 8 novembre 1956, Erika, 15 ans, a été la cible de tirs de l'armée soviétique alors qu'elle tentait d'éliminer un soldat blessé. Elle a été mortellement blessée et est décédée sur le coup[réf. souhaitée]. Le 14 novembre, elle est enterrée au cimetière de Kerepesh. En 1990, sa mère est enterrée à côté d'elle.

### L'histoire de la photographie d'Erika
La photo a été prise par un photographe danois, Vagn Hansen, qui souriait à Erika[réf. souhaitée], alors âgée de 15 ans, vêtue d'une veste en coton et de bottes en caoutchouc avec une mitraillette russe à la main.
La diffusion de son image dans plusieurs magazines européens, a fait d'Erika l'un des symboles du soulèvement hongrois de 1956.
Aujourd'hui, l'image d'Erika Szeles est souvent mise en contraste avec celle de l'extrême droite hongroise contemporaine (dont le parti Jobbik), qui justifie leur antisémitisme en évoquant le rôle des juifs sous le régime de Mátyás Rákosi.
En raison de l'apparition d'Erika sur la photographie de Hansen, d'une mitrailleuse PPSH et de la poignée d'un pistolet Tokarev TT visible depuis la poitrine, l'anticommuniste hongrois est souvent confondu avec la guérilla soviétique.